# Дол (Стари Град)
Дол је насељено место у саставу града Старог Града, на острву Хвару, Сплитско-далматинска жупанија, Република Хрватска.

## Име
Сматра се да двострука имена долазе од различитих братовштина или посвета олтара у месним црквама.

## Географски положај
Насеље је смештено на острву Хвару, јужно од Старог Града, у две одвојене увале између којих се налази брежуљак са новоизграђеном жупном црквом св. Миховила украшеном сликама из XVII века.
У западној ували је Дол св. Марије у којем се налази црква св. Петра са новим звоником. Олтар је из периода сецесије Ивана Рендића (1849—1932) и икона Мадона са краја XV века, која се приписује сликару познатом по имену Маестро ди Стратониче (итал. Maestro di Stratonice) из круга Тосканске ренесансе.
У другом делу места, источној ували, налази се Дол св. Ане у којем се налази се стара црква св. Барбаре у барокном стилу, а први пут се помиње још 1226. године.

## Историја
До територијалне реорганизације у Хрватској налазио се у саставу старе општине Хвар.
Према предању, Дол спада међу најстарија насеља на острву, што потврђују археолошки налази у његовој околини, који указују на насељеност од праисторије као, илирска градина Пуркин Кук, римска вила рустика на имању Купиновик, средњовековна црквица св. Дује из XI века итд.

## Становништво
На попису становништва 2011. године, Дол је имао 311 становника.
| Број становника по пописима | Број становника по пописима | Број становника по пописима | Број становника по пописима | Број становника по пописима | Број становника по пописима | Број становника по пописима | Број становника по пописима | Број становника по пописима | Број становника по пописима | Број становника по пописима | Број становника по пописима | Број становника по пописима | Број становника по пописима | Број становника по пописима | Број становника по пописима |
| --------------------------- | --------------------------- | --------------------------- | --------------------------- | --------------------------- | --------------------------- | --------------------------- | --------------------------- | --------------------------- | --------------------------- | --------------------------- | --------------------------- | --------------------------- | --------------------------- | --------------------------- | --------------------------- |
| 1857                        | 1869                        | 1880                        | 1890                        | 1900                        | 1910                        | 1921                        | 1931                        | 1948                        | 1953                        | 1961                        | 1971                        | 1981                        | 1991                        | 2001                        | 2011                        |
| 492                         | 570                         | 698                         | 895                         | 942                         | 844                         | 844                         | 798                         | 666                         | 643                         | 613                         | 497                         | 439                         | 396                         | 348                         | 311                         |

### Попис1991.
На попису становништва 1991. године, насељено место Дол је имало 396 становника, следећег националног састава:
| Попис 1991.‍ | Попис 1991.‍ | Попис 1991.‍ | Попис 1991.‍ | Попис 1991.‍ |
| ----------- | ----------- | ----------- | ----------- | ----------- |
|             |             |             |             |             |
| Хрвати      | Хрвати      |             | 389         | 98,23%      |
| Југословени | Југословени |             | 4           | 1,01%       |
| Муслимани   | Муслимани   |             | 1           | 0,25%       |
| Словаци     | Словаци     |             | 1           | 0,25%       |
| Срби        | Срби        |             | 1           | 0,25%       |
| укупно: 396 |             |             |             |             |

## Спорт
У Долу постоји НК Слога, основан 1936, који се такмичи у нижеразредној Хварској фудбалској лиги (локално Форска ногометна лига).

## Медији
- „Тартајун“ је прва долска информативно-забавна публикација, која излази двапут годишње. Главни и одговорни уредник је проф. Ивица Моштекало, технички и графички уредник је Шиме Шурјак.

## Познате личности
- Ивица Шурјак, југословенски и хрватски фудбалер
- Ренцо Посинковић, југословенски и хрватски ватерполо репрезентативац (голман)